# Londonderry (St. Lucia)
Londonderry ist ein Ort im Quarter (Distrikt) Laborie im Süden des Inselstaates St. Lucia in der Karibik. 

## Geographie
Der Ort liegt im Tal der Ravine Mahaut am Hang des Morne Le Blanc, nördlich von La Perle. In dem langgestreckten Ort gibt es die Kirchen Londonderry Seventh Day Adventist Church, St. Theresa Of The Infant Jesus und Church of God 7th Day. Nach Norden führt eine Straße an die Grenze des Quarters nach Giraud.